# Clash of the Titans (1981)
Clash of the Titans is een film uit 1981 van regisseur Desmond Davis. De hoofdrollen worden vertolkt door Harry Hamlin, Laurence Olivier, Judi Bowker en Maggie Smith. De film is gebaseerd op het verhaal van de mythologische figuur Perseus. De film was bij zijn oorspronkelijke uitgave een enorme hit.

## Verhaal
Danaë is zwanger van de god Zeus. Ze krijgt een zoon, die de naam Perseus draagt. De vader van Danaë wil echter geen kleinzoon en vermoordt zowel de moeder als het kind. Althans, dat is wat hij denkt, want Zeus grijpt in en geeft het zeemonster Kraken de opdracht om de vader van Danaë te doden.
Thetis is een godin van de zee. Haar zoon Calibos is verloofd met prinses Andromeda. Maar er duikt concurrentie op, want de ondertussen oudere Perseus wordt verliefd op Andromeda. Terwijl Perseus, met de hulp van zijn vader Zeus, de ene queeste na de andere aflegt, probeert Thetis Perseus tegen te werken. Het gaat zo ver dat Thetis dreigt om Kraken vrij te laten en Andromeda als offer te gebruiken. Perseus moet nu op zoek gaan naar Medusa, want haar hoofd is het enige dat Kraken kan tegenhouden.

## Rolverdeling

#### Stervelingen
| Acteur           | Personage  |
| ---------------- | ---------- |
| Harry Hamlin     | Perseus    |
| Judi Bowker      | Andromeda  |
| Burgess Meredith | Ammon      |
| Tim Pigott-Smith | Thallo     |
| Siân Phillips    | Cassiopeia |
| Vida Taylor      | Danaë      |
| Donald Houston   | Acrisius   |

#### Griekse goden
| Acteur           | Personage  |
| ---------------- | ---------- |
| Laurence Olivier | Zeus       |
| Maggie Smith     | Thetis     |
| Ursula Andress   | Aphrodite  |
| Jack Gwillim     | Poseidon   |
| Claire Bloom     | Hera       |
| Susan Fleetwood  | Athena     |
| Pat Roach        | Hephaestus |

#### Mythologische wezens en creaturen
| Acteur        | Personage                                       |
| ------------- | ----------------------------------------------- |
| Neil McCarthy | Calibos (ook gedeeltelijk stop-motion creatuur) |
| Flora Robson  | Stygiaanse Heks                                 |
| Anna Manahan  | Stygiaanse Heks                                 |
| Freda Jackson | Stygiaanse Heks                                 |
|               | Reuzengier                                      |
|               | Pegasus                                         |
|               | Bubo, de mechanische uil                        |
|               | Charon                                          |
|               | Dioskilos                                       |
|               | Medusa                                          |
|               | Reuzenschorpioenen                              |
|               | De Kraken                                       |

## Productie

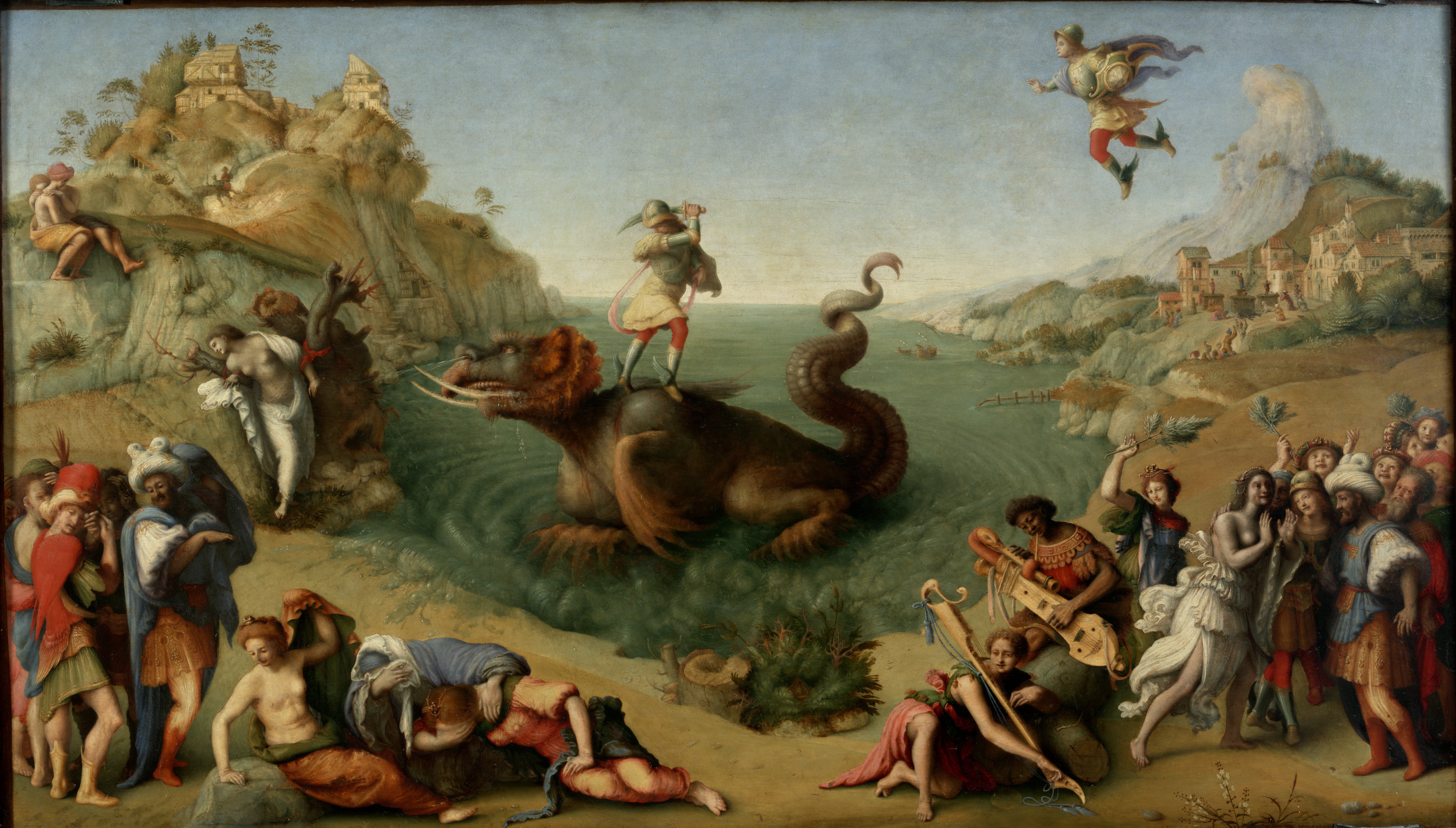
De bevrijding van Andromeda door Perseus, een schilderij van Piero di Cosimo.

De opnames voor de film vonden plaats in 1980, al waren de voorbereidingen wel al meer dan een jaar bezig. Er speelden bekende namen mee. Ook hadden Harry Hamlin en Ursulla Andress tijdens de selectie van de acteurs een relatie en was actrice Maggie Smith getrouwd met de scenarist van de film, Beverly Cross. Het budget van de film bedroeg $16 miljoen.
Al snel werd duidelijk dat speciale effecten een belangrijk onderdeel zouden uitmaken. Ray Harryhausen was verantwoordelijk voor de visuele effecten die mee aan de basis lagen van het succes van Clash of the Titans. Harryhausen maakte gebruik van stop-motion om de verschillende wezens/monsters tot leven te laten komen. Hij was ook producent van de film.
Gelijktijdig met de lancering van de film verscheen ook een boekversie van Clash of the Titans. Dit boek werd geschreven door Alan Dean Foster. De film werd een enorm succes, maar doorstond niet echt de tand des tijds omdat de visuele effecten al snel als verouderd werden beschouwd, waardoor Clash of the Titans uitgroeide tot een soort van cultfilm. Meer dan 25 jaar na de oorspronkelijke première draaide Warner Brothers een nieuwe versie.

## Trivia
- Het zeemonster Kraken is niet afkomstig uit de Griekse mythologie, maar uit de Noordse mythologie.
- Cerberus, de bekende hond met drie hoofden, was volgens producent Ray Harryhausen te ingewikkeld om na te maken. Daardoor is in de film Dioskilos, een hond met twee hoofden, te zien.